# Tour des Flandres 1992
La 76e édition du Tour des Flandres a eu lieu le 5 avril 1992 et a été remportée par le Français Jacky Durand, dernier rescapé de l'échappée matinale. Il signe à cette occasion l'une des plus belles victoires de sa carrière.
La course disputée sur un parcours de 260 kilomètres est l'une des manches de la Coupe du monde de cyclisme sur route 1992.

## Classement
| #  | Coureur             | Équipe                |    | Temps           |
| -- | ------------------- | --------------------- | -- | --------------- |
| 1  | Jacky Durand        | Castorama             | en | 6 h 37 min 19 s |
| 2  | Thomas Wegmüller    | Festina-Lotus         |    | 48 s            |
| 3  | Edwig Van Hooydonck | Buckler-Colnago-Decca |    | 1 min 44 s      |
| 4  | Maurizio Fondriest  | Panasonic-Sportlife   |    | 1 min 44 s      |
| 5  | Frans Maassen       | Buckler-Colnago-Decca |    | 1 min 57 s      |
| 6  | Jelle Nijdam        | Buckler-Colnago-Decca |    | 1 min 57 s      |
| 7  | Marc Madiot         | Telekom-Merckx        |    | 1 min 57 s      |
| 8  | Jesper Skibby       | TVM-Sanyo             |    | 1 min 57 s      |
| 9  | Franco Ballerini    | GB-MG Maglificio      |    | 1 min 57 s      |
| 10 | Dirk De Wolf        | Gatorade-Chateau d'Ax |    | 1 min 57 s      |